# Chionographis japonica
Chionographis japonica là một loài thực vật có hoa trong họ Melanthiaceae. Loài này được (Willd.) Maxim. miêu tả khoa học đầu tiên năm 1867.